# Aortabågen

Aortabågen med kärl.

Aortabågen (latin: arcus aortae) är aortans övre, kurvade del, som befinner sig mellan ascenderande och descenderande aorta. Den avger flera blodkärl: arm-huvudartären (truncus brachiocephalicus), vänster halspulsåder (arteria carotis communis sinistra) samt vänster nyckelbensartär (arteria subclavia sinistra).

Den innehåller dessutom aortakroppar, små cellkluster som innehåller rikligt med tryck- och kemoreceptorer. Signaler från dessa går via vagusnerven till NTS-området i hjärnstammen vars funktion främst är att reglera och kontrollera blodtrycket.